# Helmut Zedelmaier (Historiker)
Helmut Zedelmaier (* 4. September 1954 in Ravensburg) ist ein deutscher Historiker.

## Leben
Helmut Zedelmaier studierte Geschichte, Germanistik, Politik und Soziologie an der Ludwig-Maximilians-Universität München und der Freien Universität Berlin. Er promovierte 1989 und habilitierte sich 1996 an der LMU München. Von 1986 bis 1997 war er dort Wissenschaftlicher Assistent am Institut für Wissenschafts- und Universitätsgeschichte, 1998/1999 und 2002/2003 vertrat er die Professur für Wissenschafts- und Universitätsgeschichte. Zwischen 1998 und 2013 war er auch für die BMW AG und die Eberhard von Kuenheim Stiftung (Stiftung der BMW AG) als Berater tätig. Seit 1999 bearbeitet und leitet er diverse historische Forschungsprojekte (u. a. an der Herzog-August-Bibliothek und der Martin-Luther-Universität Halle-Wittenberg). Von 2004 bis 2013 war er Geschäftsführer der Arbeitsgemeinschaft historischer Forschungseinrichtungen (AHF), zudem lehrt er seit 2004 als außerplanmäßiger Professor an der LMU München. 2014/2015 war er Gastwissenschaftler an der Universität Erfurt, Professur für Wissenskulturen der Europäischen Neuzeit. Seit November 2015 war er Wissenschaftlicher Mitarbeiter der Alexander-von-Humboldt-Professur für Neuzeitliche Schriftkultur und europäischen Wissenstransfer (Martin-Luther-Universität Halle-Wittenberg).
Seine Forschungsschwerpunkte sind die Kultur- und Wissensgeschichte der Frühen Neuzeit und des 19. Jahrhunderts.

## Schriften (Auswahl)
- Bibliotheca universalis und bibliotheca selecta. Das Problem der Ordnung des gelehrten Wissens in der frühen Neuzeit. Köln 1992, ISBN 3-412-01191-6.
- mit Michael Kamp: Nilpferde an der Isar. Die Geschichte des Tierparks Hellabrunn in München. Buchendorfer Verlag, 2000, ISBN 3-934036-19-8.
- Der Anfang der Geschichte. Studien zur Ursprungsdebatte im 18. Jahrhundert. Hamburg 2003, ISBN 3-7873-1659-0.
- Werkstätten des Wissens zwischen Renaissance und Aufklärung. Tübingen 2015, ISBN 3-16-153807-2.
- Sammlungen in Bewegung. Historische Essays. Schwabe, Basel 2025, ISBN 978-3-7965-5216-8.